# Lago Alva
O Lago Alva é um lago de água doce localizado no Condado de York, na província de New Brunswick, no Canadá.

## Descrição
Este lago encontra-se nas coordenadas geográficas 45°18' N 66°19' W e encontra-se a uma altitude média de 40 m. A área em redor do lago não é muito povoada, tendo cerca de 6 pessoas por quilómetro quadrado. 
A cidade grande mais próxima tem cerca de 50000 habitantes e encontra-se a uma hora e meia de carro do lago. 
Dada a geologia do local onde este lago se encontra podem acontecer fortes sismos, com uma média que ronda 1 a cada 50 anos, isto para um grau entre em 5 a 6 na escala de Richter. 

## O Tempo
Dada a latitude a que este lago se encontra o estado do tempo tem uma tendência a ser bem marcado entre as estações, assim é mais quente no mês de julho, com temperatura a terem uma média de 21,9° C. ao meio-dia, sendo que janeiro já é um mês bem mais frio, com temperatura a chegarem a uma média de -11° C durante a noite. 
Assim as estações são distintamente frias ou quentes, sendo os invernos frios e verões muito quentes, clima marcadamente continental interior. 
Para os campistas que se deslocam ao local é preciso ter em atenção este gradiente de temperatura e ter igualmente em atenção a acentuada diferença de temperaturas entre a noite, que é muito fria, o dia que é bem mais quente. 
O Inverno tem tendência a ser longo marcado por períodos de congelamento, que se reflectem nas águas, que se mantêm congeladas, sendo o mês mais frio na maioria das vezes o mês de janeiro. 
O mês de Agosto, em media é o mês com mais sol e por conseguinte o mais quente. 
Tanto a chuva como a queda de neve ou granizo não tem nenhum mês de pico distinto. No entanto o clima é húmido com uma precipitação média relativamente elevada. 
Como a terra local não é cultivada, a área em redor do lago encontra-se num estado natural e ainda intacto. O clima é possível de ser classificado como continental húmido, sendo o inverno bastante rigoroso. A estação seca é praticamente inexistente, o que faz com a floresta existente seja do género temperado a húmido marcada pelo clima continental havendo alguma mistura de cobertura arbórea com árvores de folha caduca e persistente. 
O solo é rico em podzóis, Organossolos, tendo uma cor esbranquiçada, com horizonte de cor predominantemente clara, abaixo da camada herbácea e florestal, podendo o horizonte ser espódico e alternado conforme a acumulação de matéria vegetal em depressões do terreno de grandes dimensões onde o solo pode ser mais rico, escuro e profundo. 